# بروس لی: مردی که فقط من شناختم
بروس لی: مردی که فقط من شناختم (به انگلیسی: Bruce Lee: The Man Only I Knew) به شمارهٔ شابک ‎۹۷۸−۰−۴۴۶−۸۹۴۰۷−۴، عنوان کتابی به قلم لیندا لی کدول دربارهٔ همسرش بروس لی است که در یکم ژانویهٔ سال ۱۹۷۸ منتشر شد.

## برداشت سینمایی
براساس این کتاب، فیلم اژدها: داستان بروس لی ساخته شد.

## در ایران
این کتاب در ایران توسط انتشارات نیرو ترجمه شد و به چاپ رسید.